# Butzenhof
Butzenhof is een plaats in de Duitse gemeente Heilsbronn, deelstaat Beieren, en telt inwoners (2007).